# Leoncjusz (Kozłow)
Leoncjusz, imię świeckie Wasilij Władimirowicz Kozłow (ur. 25 września 1970 w Moskwie) – rosyjski biskup prawosławny.

## Życiorys
Ukończył technikum budowy silników samolotowych w Moskwie w 1989 r. Następnie w latach 1989–1991 odbywał zasadniczą służbę wojskową. Po jej zakończeniu przyjął chrzest i w parafii Opieki Matki Bożej w Kudincowie był chórzystą. W tym samym roku rozpoczął studia w Moskiewskim Instytucie Techniki Lotniczej, jednak po trzecim roku zrezygnował ze studiów i wstąpił do seminarium duchownego w Moskwie. W 1999 r. ukończył seminarium i podjął studia na Moskiewskiej Akademii Duchownej, które ukończył w 2003 r., częściowo eksternistycznie. Podczas nauki odbył kurs języka nowogreckiego na uniwersytecie w Patras. W 2000 r. złożył wieczyste śluby mnisze, przyjmując imię zakonne Leoncjusz na cześć św. Leoncjusza z Rostowa. 26 kwietnia 2000 r. został wyświęcony na hierodiakona, zaś 9 marca 2003 r. przyjął święcenia kapłańskie z rąk arcybiskupa wieriejskiego Eugeniusza. W 2004 r. obronił dysertację kandydacką w dziedzinie teologii, poświęconą św. Nikodemowi z Athosu. W 2010 r. otrzymał godność ihumena.
W 2013 r. został skierowany do służby w rosyjskiej misji prawosławnej w Jerozolimie. Po pięciu latach Święty Synod Rosyjskiego Kościoła Prawosławnego powierzył mu kierowanie monasterem Świętych Cierpiętników Carskich pod Jekaterynburgiem.
W 2019 r. Święty Synod nominował go na urząd biskupa syzrańskiego i szygońskiego, w związku z czym otrzymał godność archimandryty. Jego chirotonia biskupia odbyła się 12 września tego samego roku.
W 2024 r. został przeniesiony na katedrę woroneską. W grudniu tego samego roku otrzymał godność metropolity.